# Paul Henri Daru
Pour les articles homonymes, voir Daru.
Pour les autres membres de la famille, voir famille Daru.
Paul Henri, vicomte Daru, né le 30 décembre 1810 à Paris où il est mort le 15 avril 1877, est un homme politique français, député de Seine-et-Oise.

## Biographie
Paul Henri Daru est le fils du ministre et administrateur militaire Pierre Daru (1767-1829), et le frère du pair de France Napoléon Daru. 
Destiné à la carrière militaire, Paul Henri entre à l'école militaire de Saint-Cyr puis participe à la campagne d'Algérie en 1830, officier d'ordonnance du maréchal Clauzel. Ensuite capitaine de cavalerie légère, il démissionne et devient attaché d'ambassade en Perse. 
Revenu en France, Paul-Henri Daru est élu député de Seine-et-Oise en juillet 1842, par la circonscription de Saint-Germain-en-Laye, et siège dans la majorité conservatrice, soutenant le gouvernement de la monarchie de Juillet. Réélu en août 1846, il continue à soutenir le régime, et présente plusieurs rapports remarqués, notamment à propos de la pétition des armuriers de Paris se plaignant des pillages dont ils étaient périodiquement victimes lors des journées d'insurrection.
Vice-président du Jockey Club en 1849, il y parraine deux futurs rois, les futurs Édouard VII d'Angleterre et Milan Obrenovitch de Serbie, et quatre anciens et futurs premiers ministres étrangers, le duc portugais de Palmella, le marquis espagnol de Salamanca, le comte italien de Cavour et le lord britannique Rosebery.
Il est président du Comité des courses du Jockey club.
Président pendant  dix-huit ans de la puissante Société d'encouragement pour l'amélioration des races de chevaux en France, il crée en 1857 pour elle avec l'aide du préfet Haussmann, du comte de Morny et de la ville de Paris, le champ de courses de Longchamp, le plus beau et le plus moderne champ de courses du monde.  
Banquier, il participe en 1862 à la fondation par Delahante et Donon, introducteur de la banque de dépôt en France, de la Société de dépôts et de comptes courants SDCC, dont il sera l'un des principaux animateurs. Dans cette fonction, il participe à la création de la Banque fédérale de Berne, du Credito italiano, de la Marseillaise de Crédit, de la Société lyonnaise de Dépôts et de la General American Agency. Il crée la banque d'affaires du groupe SDCC, la SFP, Société financière de Paris, où il succédera comme président à Donon. 
Homme de chemins de fer dans le sillage de son ami intime Morny, il participe à la création d'un vaste réseau européen, irrigant la France, l'Italie, l'Espagne et le Portugal et devient le président des Chemins de fer Romains et des Comités de Paris des Chemins de fer portugais et  des chemins de fer de Saragosse à Pampelune et à Barcelone.

## Distinctions
- Chevalier de la Légion d'honneur (1840)
- Grand-croix de l'ordre d'Isabelle-la-Catholique

## Sources
- « Paul Henri Daru », dans Adolphe Robert et Gaston Cougny, Dictionnaire des parlementaires français, Edgar Bourloton, 1889-1891 [détail de l’édition]
- Paul, vicomte Daru, 1810-1877, Dandysme, politique et haute finance sous le Second Empire, Henri Daru, Éditions RJ, 2018